# Alphonse Henri d’Hautpoul
Alphonse Henri d’Hautpoul (ur. 4 stycznia 1789, zm. 27 lipca 1865) – premier Francji od 31 października 1849 r. do 10 kwietnia 1851 r. podczas II Republiki Francuskiej.

## Życiorys
Alphonse Henri d’Hautpoul urodził się w Wersalu i kształcił w szkole wojskowej w Fontainebleau. Jako lejtnant w 59. pułku brał udział w kampanii pruskiej w 1806 r. i polskiej w 1807 r. W 1808 r. został wysłany do Hiszpanii, gdzie walczył w wojnie na Półwyspie Iberyjskim do 1812 r.
22 lipca 1812 r. został ranny i wzięty do niewoli w bitwie pod Salamanką. Zwolniony z niewoli w maju 1814 r., został awansowany na dowódcę batalionu. Po powrocie Napoleona z Elby służył jako adiutant księcia Angoulême, Ludwika XIX. Awansowany do stopnia pułkownika w październiku 1815 r., otrzymał dowództwo nad Legionem Aude (4. Pułk Liniowy). W 1823 r. został awansowany na generała brygady i otrzymał dowództwo 3. Pułku Piechoty Gwardii Królewskiej, z którym brał udział w kampanii hiszpańskiej w 1823 r. W 1830 r. d’Hautpoul został wybrany namiestnikiem Aude (funkcję tę sprawował do 1838). Został mianowany dyrektorem administracji wojennej na 4 miesiące w 1830 r.
Awansowany do stopnia generała porucznika w 1841 r., walczył przez dwa kolejne lata w Algierii.
W 1848 r. d’Hautpoulowi nadano tytuł Para Francji, a w 1849 r. został on ministrem wojny i Przewodniczącym Rady Ministrów. Zrezygnował po incydentach między zwolennikami a opozycją Bonaparte i wrócił do Algierii jako gubernator generalny.